# Prima guerra greco-punica
La prima guerra greco-punica è un conflitto dell'anno 480 a.C. che si svolse in Sicilia tra un'alleanza guidata da Cartagine e che associava le città di Himera e Rhegion, contro le città greche di Siracusa e Akragas. La guerra si concluse con una sconfitta di Cartagine e la presa di Himera.

## Contesto
Intorno al 900 a.C., i Fenici si stabilirono, anche prima della fondazione di Cartagine, su diversi punti della costa siciliana. Non andarono molto lontano nell'entroterra e commerciarono con la gente del posto. All'arrivo dei primi coloni greci (intorno al 750 a.C.), si riversarono sulle città della costa occidentale dell'isola (Mozia, Panormus e Solunto).
Dal 750 al 650 a.C., i Fenici opposero poca resistenza all'avanzata dei Greci. Ma tutto ciò cambiò quando questi ultimi arrivarono nella Penisola iberica nel 638 a.C. Prima di tutto, Cartagine apparve come il centro principale di una nuova resistenza, estendendo a poco a poco, la sua influenza a tutto il mondo fenicio e stabilendo un potente impero commerciale. Nel 580, i Fenici siciliani si allearono con gli Elimi per contrastare i Greci di Rodi. Vinsero nel 580 a.C. la battaglia di Lilibeo (oggi Marsala ) che pose fine alle ambizioni greche per circa settant'anni.
Le città fenicie della Sicilia rimasero indipendenti fino al 540 a.C. circa dove vennero conquistate dal nascente impero cartaginese. Nel 510 a.C., i Cartaginesi contrastano il tentativo di espansione delle città greche guidate dallo spartano Dorieo (fratello di Leonida). I sopravvissuti greci furono quindi all'origine di una guerra tra Akragas, Selinunte e Gela da una parte e Cartagine dall'altra. Le città della Grecia ignorarono la richiesta di aiuto da parte di queste città e prevalse Cartagine.
Tra il 505 e il 480 a.C., la maggior parte delle città greche siciliane cambiò le forme di governo passando alla tirannia. Le città doriche, come Gela e Akragas, ne approfittarono per ampliare il loro territorio. Nel complesso, le città doriche, la cui politica in Sicilia era più espansionista di quella delle città ioniche, furono le principali beneficiarie di questo cambiamento. In particolare, Gela, sotto la direzione di Cleandro (505-498 a.C.) e poi di Ippocrate (498-491 a.C.) prese il controllo di Zancle, Leontinoi, Naxos, Katane e Camarina. Gelone, il successore, catturò Siracusa nel 485 e ne fece la sua capitale. Da parte sua, Akragas, sotto il tiranno Terone (488-472) conquistò i territori dei Sicani e dei Sicelioti. Attraverso una serie di matrimoni, Gelone e Terone evitarono qualsiasi conflitto tra le loro città.
Per contrastare l'influenza dorica, Anaxilas di Rhegion in Italia, che a sua volta prese Zankle nel 490 a.C., si alleò con il tiranno di Himera. I due si avvicinarono quindi ai Cartaginesi. Alla fine, dopo la distruzione di Megara Hyblaea da parte di Gelone, Selinunte si unì anche a tale alleanza verso il 483 a.C. I popoli indigeni, bloccati, rimasero neutrali, ma anche gli Elimi si unirono ai Cartaginesi.
Nel 483 a.C. Terone depose il tiranno di Himera, Terillo. Chiese aiuto a Cartagine che decise di inviare una spedizione sull'isola.

## La guerra
Cartagine inviò una flotta nel 480 a.C. sperando di trarre vantaggio dalle difficoltà della Grecia che stava affrontando i Persiani achemenidi. Dopo un difficile viaggio e perdite causate dall'acqua infetta, i Cartaginesi guidati da Amilcare sbarcarono a Ziz (vicino all'attuale Palermo) ma furono schiacciati da Gelone durante la battaglia di Himera nel corso della quale Amilcare fu ucciso.
I Cartaginesi si prepararono quindi ad affrontare un'invasione, ma Gelone accettò di trattare. Cartagine pagò 2000 talenti di denaro per le riparazioni. A parte Himera, già occupata, nessun territorio fu scambiato e gli alleati di Cartagine non furono attaccati.

## Conseguenze
A Cartagine, la sconfitta portò alla caduta della vecchia monarchia, sostituita dalla repubblica cartaginese. Siracusa divenne un importante centro greco negli anni seguenti.